# Pedro Aguirre Cerda (Chili)
Pedro Aguirre Cerda is een gemeente in de Chileense provincie Santiago in de regio Región Metropolitana. Pedro Aguirre Cerda telde 101.174 inwoners in 2017.